# Cảm Ứng Thiên
Cảm Ứng Thiên (chữ Hán: 感應篇) là một kinh sách khuyến thiện rất cổ xưa trong vô số các kinh sách khuyến thiện của Trung Quốc. Nguyên tựa kinh này là Thái Thượng Cảm Ứng Thiên (太上感應篇). Tựa kinh tiết lộ tác giả là Đức Thái Thượng Lão Quân tức Thái Thượng Đạo Tổ. Tuy nhiên cho đến nay, chưa ai biết về tác giả của Cảm Ứng Thiên.
Quyển Thái Thượng Cảm Ứng Thiên Linh Dị Ký (Ghi chép về những linh nghiệm kỳ lạ do trì tụng Cảm Ứng Thiên) của ngài Vô Tích Vạn Quân Thúc Hào ghi rằng: 
Tự Tấn dĩ lai, y thử tu thân thành chân giả đa nhân, phú quý giả dĩ bất kế kỳ số hĩ, phổ thiên hạ nhai cù lý hạng, vô bất truyền bố.
Tạm dịch:
[Kinh này xuất hiện] từ đời Tấn đến nay, người noi theo đó tu thân thành tiên (chân nhân) thì rất nhiều, người trở nên phú quý thì vô số kể; kinh này phổ biến khắp nơi
Câu văn ngắn gọn này cho biết: 
1. Kinh xuất hiện từ đời Tấn (265-420);
2. Kinh này rất linh nghiệm giúp người trì tụng trở nên phú quý hoặc tu luyện thành chân nhân; và
3. vì sự linh nghiệm ấy kinh được phổ biến khắp nơi.

Cảm Ứng Thiên hấp thụ tư tưởng và luân lý Nho gia. Các điều thiện trong kinh liệt kê thành 26 loại, các điều ác 170 loại. Cảm Ứng Thiên rất có ảnh hưởng đến hậu thế và được đưa vào Đạo Tạng.